# Maniac Mansion
Maniac Mansion (с англ. — «Особняк маньяка») — приключенческая компьютерная игра, выпущенная в 1987 году студией Lucasfilm Games. Игра Maniac Mansion стала одним из первых классических квестов с интерфейсом «point and click». Игровой процесс включал инновационные возможности выбора различных по способностям персонажей, а также несколько вариантов окончания игры. Кроме того, явственно стал виден стиль классического квеста от LucasArts — множество шуток и неожиданных поворотов сюжета.

## Сюжет
Сюжет сильно напоминает сценарий малобюджетного фильма ужасов — здесь представлены и мертвецы с бензопилами, и ужасные щупальца, и секретная лаборатория безумного учёного, и нашествие инопланетян…
Рядом с особняком доктора Фреда Эдисона внезапно падает Пурпурный метеорит, который спустя 20 лет похищает девушку по имени Сэнди Пэнтц (Sandy Pantz), подругу главного героя игры Дэйва Миллера (Dave Miller). Чтобы спасти её, Дэйв, заручившись поддержкой двух своих друзей, проникает в особняк Эдисонов. Действие и финал игры напрямую зависит от выбранных друзей (всего их шестеро), каждый из которых обладает различными навыками и способностями.
Например, можно вызвать по телефону Космическую полицию, которая арестовывает Пурпурный метеорит, либо прославить его, направив издателю его мемуары. Лишь одна из концовок ведёт к поражению в игре — смерть всех трёх персонажей без разрушения самого особняка.

## Особенности игры
Игра известна своими бесполезными предметами и ложными ответвлениями сюжета. Например, среди объектов в игре присутствует бензопила, для которой во всём особняке игрок так и не найдёт горючего.
Упоминания об этой красной бензопиле встречаются в последующих квестах LucasArts. Так, в игре Zak McKracken and the Alien Mindbenders игрок может найти бензин, предназначенный исключительно для бензопилы (англ. gas for chainsaw only), но не саму бензопилу; а в поздней версии Maniac Mansion герои, увидев постер Зака Маккракена, могут сказать: «Представить себе не могу, что он может сделать с тем горючим на Марсе». В Monkey Island 2: LeChuck's Revenge бармен на острове Струпп (англ. Scabb Island) на просьбу Гайбраш Трипвуда сделать коктейль «Bloody Stump» (с англ. — «кровавая культя») отвечает, что не может, так как опять же для бензопилы нет бензина. А в Day of the Tentacle предок доктора Эдисона Ред Эдисон использует бензопилу для создания супербатареи. В завершение всей этой эпопеи вполне работоспособная бензопила используется в Full Throttle, которую главный герой, Бен, забирает у Рэйзор, байкерши-панка.
В начале игры, помимо главного героя — Дэйва Миллера — доступно шесть персонажей, из которых игроку необходимо выбрать двоих. Каждый из них обладает своими навыками и особенностями. Создатели игры упоминали, что у каждого из персонажей имеется свой реальный прототип. Прообразом Дейва стал сам Рон Гилберт, писательницы Уэнди — бухгалтер Lucasfilm Games, прообразом Рэйзор была подруга Гэри Уинника, а Эдны — мать Рона Гилберта.

## Порты и продолжения
Первоначально игра выпущена для платформ Commodore 64 и Apple II в октябре 1987 года. Благодаря движку SCUMM игру оказалось относительно легко портировать на другие платформы. Улучшив движок и переписав скрипты, Рон Гилберт смог портировать игру на PC уже весной 1988 года. В 1989 году вышли в свет версии для Atari ST и Amiga с улучшенной графикой и переиздание версии для PC.
Игра была защищена от копирования путём привязки к дискете, однако в поздних версиях защита была организована более оригинально — игрокам требовалось набрать комбинацию для кодового замка двери в лабораторию Эдисона. Если игрок ошибался три раза подряд, особняк взрывался и игра считалась проигранной. Кодов в версиях для Commodore 64 и Apple II не было по той причине, что для них просто не хватило места на дискете.
Весьма трудоёмок был процесс портирования игры для NES — но трудности были, как ни странно, не технического, а психологического характера. Цензоры из Nintendo нашли игру «кровавой, жестокой, с элементами эротики». Так, например, из игры была вырезана обнажённая скульптура Микеланджело, различные шутки и двусмысленные обороты. Однако при всём своём внимании цензоры проглядели ставшую знаменитой уловку с помещением хомячка в микроволновку с последующим включением прибора (этот приём изначально в тайне от всех ввёл в игру Дэйвид Фокс). Было продано несколько тысяч картриджей, прежде чем Nintendo спохватилась. Однако игра была уже в продаже, и первый тираж картриджей для североамериканского рынка (для NTSC-консолей) так и остался нецензурированным. Во втором тираже и в версии для европейского рынка (для PAL-консолей) возможность засунуть хомяка в микроволновку была удалена. В NES-версии была добавлена новая концовка — пурпурный метеорит можно было скормить разросшемуся плотоядному растению. Также в имуществе каждого подростка был CD-плеер, который проигрывал уникальную для каждого персонажа композицию.
В 1988 году компания Jaleco выпустила японскую версию для Nintendo Famicom, заметно отличавшуюся от оригинала — были упрощены фоновые изображения, игровые экраны были сжаты, а персонажи были перерисованы в стиле аниме. Эта версия не подвергалась цензуре со стороны Nintendo, так как предназначалась исключительно для японского рынка.
В 1993 году вышло продолжение игры — Day of the Tentacle, сюжет который разворачивается спустя пять лет после событий, произошедших в Maniac Mansion. Кроме этого, игрок мог сыграть на компьютере Жуткого Эда в оригинальный Maniac Mansion.
В начале 2000-х годов на базе интерпретатора скриптов SCUMM Людвига Стригеуса стартовал проект ScummVM, который впоследствии значительно расширил спектр поддерживаемых игровых платформ для всех SCUMM-игр, в том числе и для Maniac Mansion.
В 2004 году группа поклонников игр от LucasArts, назвавшаяся LucasFan Games, выпустила ремейк игры Maniac Mansion Deluxe на движке AGS для платформы Windows, в которой использовалась улучшенная графика и музыкальное сопровождение, взятое из Day of the Tentacle. В ремейке были исправлены некоторые ошибки и несоответствия, добавлены некоторые «пасхальные яйца» из поздних версий (постер Zak McKracken and the Alien Mindbenders, саундтрек LOOM) и собственные — как, например, откровенный постер Роберты Уильямс. Игра поддерживала несколько видеорежимов и была переведена на несколько языков (включая и русский).
Игра была переиздана в составе игры Day of the Tentacle Remastered для платформ Linux, OS X и Windows. Как и в оригинальной игре, игрок мог запустить Maniac Mansion на компьютере Жуткого Эда. Игра получила некоторые улучшения. Так, теперь можно сохранять игру в несколько слотов, а не в один, как это было в оригинале.

## Отзывы и критика
| Русскоязычные издания | Русскоязычные издания |
| Издание               | Оценка                |
| --------------------- | --------------------- |
| Game.EXE              | 4,9 из 5              |